# Ставра Тръпкович
Ставра К. Тръпкович (на сръбски: Ставра К. Трпковић) е политик от Кралство Югославия.

## Биография
Роден е в Белград в семейство по произход от кичевското село Орланци на 19 юли 1874 година. Завършва търговско училище и работи като банков чиновник. Участва в Балканската война. По времето на австрийската окупация е в затвора. След създаването на Кралството на сърби, хървати и словенци, е председател на Сдружението на южносърбиянците в Белград. Членува в много други социални и просветни дружества. Член е на управата на Белградската задруга, Сръбската фабрика за стъкло в Парачин, Печатното дружество „Време“. Член е на надзорните съвети на Аграрната привилегирована банка и Народната банка на Кралство Югославия. Занимава се и с политика и е виден член на Народната радикална партия. На изборите в 1931 година е избран за народен представител от Кичевски срез с листата на Югославската национална партия.